# Currie Cup 1978
La Currie Cup de 1978 fue la cuadragésima edición del principal torneo de rugby provincial de Sudáfrica.
El campeón fue el equipo de Northern Transvaal quienes obtuvieron su décimo campeonato.

## Participantes

### Fase Final
| Equipo             | Título            |
| ------------------ | ----------------- |
| Northern Transvaal | Ganador Sección A |
| Orange Free State  | Ganador Sección B |

### Final
| 1978 | Orange Free State | 9 - 13 | Northern Transvaal | Bloemfontein, |  |

### Campeón
| Bandera de Sudáfrica       |
| Campeón Northern Transvaal |
| Décimo título              |